# Parco della Sora
Il parco della Sora è un'area naturale protetta di proprietà del comune di Pavia, del Parco Naturale Lombardo della Valle del Ticino. e per la maggior parte privato.

## Descrizione
Il parco della Sora si trova nella periferia ovest di Pavia, a occidente della chiesa di San Lanfranco, antico monastero vallombrosiano, lungo un terrazzo del Ticino il cui dislivello è di circa 12 metri. Il parco si estende, lungo il Ticino, per circa 40 ettari e, pur essendo un parco urbano presenta caratteristiche forestali di pregio, dato che ospita micro-ambienti tra loro diversi, parte di un grande, e complesso, ecosistema. La parte settentrionale del parco, più vicina alle abitazioni, si caratterizza per prati e arbusti, mentre la zona più vicino al Ticino, dove si trovano anche alcune aree umide e risorgive, sono coperte da bosco. Il parco è attraversato da cinque sentieri (il sentiero della quercia, quello del biancospino, quello del fagiano, quello del picchio e quello del gufo), tutti indicati tramite un’apposita cartellonistica. Il sentiero della quercia, che attraversa formazioni boschive di farnie, olmi, noci e cornioli, conduce a una grande spiaggia di ghiaia posta su di un meandro del Ticino, mentre il sentiero del gufo, prima di raggiungere anch’esso il Ticino, interseca la roggia Referendaria, un canale irriguo scavato nella seconda metà del XV secolo che trae origine da alcune risorgive poste una quindicina di chilometri a nord del parco nel territorio di Battuda.

## Fauna
La componente animale del parco della Sora è particolarmente ricca e interessante. Numerose sono le specie di uccelli che nidificano tra le fronde degli alberi e nei cespugli del parco della Sora, tra questi si annoverano: allocchi, gufi comuni, fagiani, gallinelle d’acqua, germani reali, sparvieri, picchi verdi e picchi rossi. Diverse sono le specie di mammiferi che popolano il parco, tra le quali:scoiattoli, ricci, lepri, tassi, volpi e cinghiali.

## Flora
Il parco della Sora rappresenta un esempio di foresta planiziale della valle del Ticino. Le essenze più diffuse sono farnie, olmi, pioppi bianchi, pioppi neri, meli selvatici, aceri campestri e salici bianchi, mentre altre essenze furono introdotte nel corso del tempo dall’uomo, come i noci, e altre, invece, sono alloctone, come la robinia, l’ailanto o il bambù (che all’interno del parco forma un fitto boschetto).
Molto ricco è anche lo strato arbustivo, che offre nutrimento e riparo a molti animali, si trovano infatti noccioli, biancospini e sambuco, mentre lo strato erboso si caratterizza per la presenza, tra le altre essenze, di iperico, edera, timo, ginestra, caprifoglio, rosa canina, mora selvatica e centaurea.